# 4923 Clarke

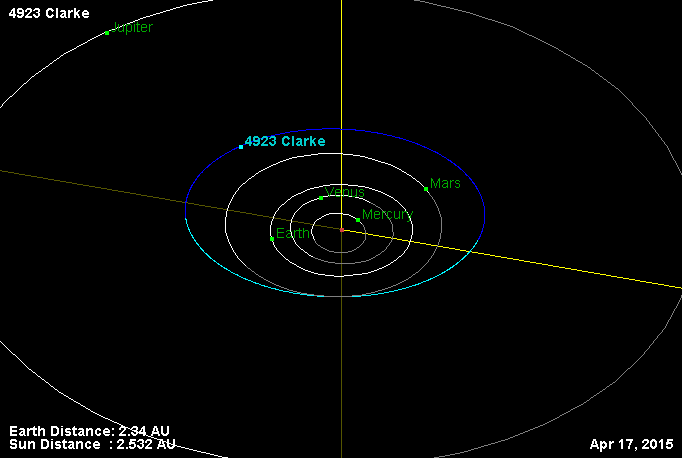
4923 Clarke

4923 Clarke eller 1981 EO27 är en asteroid i huvudbältet som upptäcktes den 2 mars 1981 av den amerikanska astronomen Schelte J. Bus vid Siding Spring-observatoriet. Den är uppkallad efter den brittiske science fiction författaren Arthur C. Clarke.
Asteroiden har en diameter på ungefär 3 kilometer.